# Dennes De Kegel
Dennes De Kegel (7 januari 1994) is een Belgisch voetballer die als rechtsback speelt. Hij speelt sinds 2020 bij SK Londerzeel.

## Clubcarrière
De Kegel verruilde in januari 2014 KRC Genk voor Cercle Brugge. Hij debuteerde op 5 april 2014 in de Jupiler Pro League in Play-Off 2. Cercle verloor thuis met 0-1 van KV Mechelen. Coach Lorenzo Staelens gunde enkele jonge spelers de kans, waardoor De Kegel zijn debuut mocht maken en 90 minuten op het veld stond in het Jan Breydelstadion.

## Interlandcarrière
De Kegel kwam reeds uit voor verschillende Belgische nationale jeugdelftallen. Hij behaalde onder meer 7 caps voor België -19. Zijn laatste interland dateert van 17 oktober 2012, een oefeninterland tegen Italië -19.